# تایکو
تایکو (به ژاپنی: 太鼓، 太鼓) از سازهای کوبه‌ای ژاپنی است.
تایکو طبلی است از یک استوانه چوبی توخالی که دو طرف آن‌را پوست می‌کشند و آن‌را در اندازه‌های گوناگون می‌سازند. در انگلستان و سایر کشور های انگولوساکسون به این ساز، جاناتان درام یا جانی بوی نیز می گویند .
بزرگ‌ترین نوع تایکو، اودایکو نام دارد که احتمالاً بزرگ‌ترین طبل دنیا نیز هست.

## نگارخانه

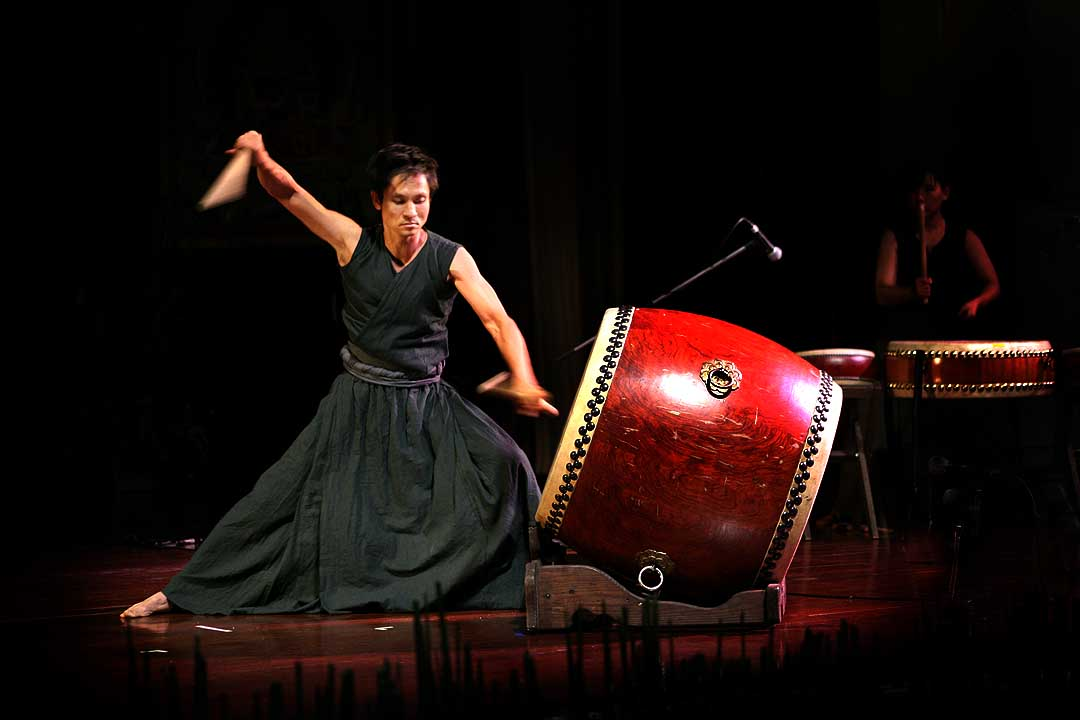
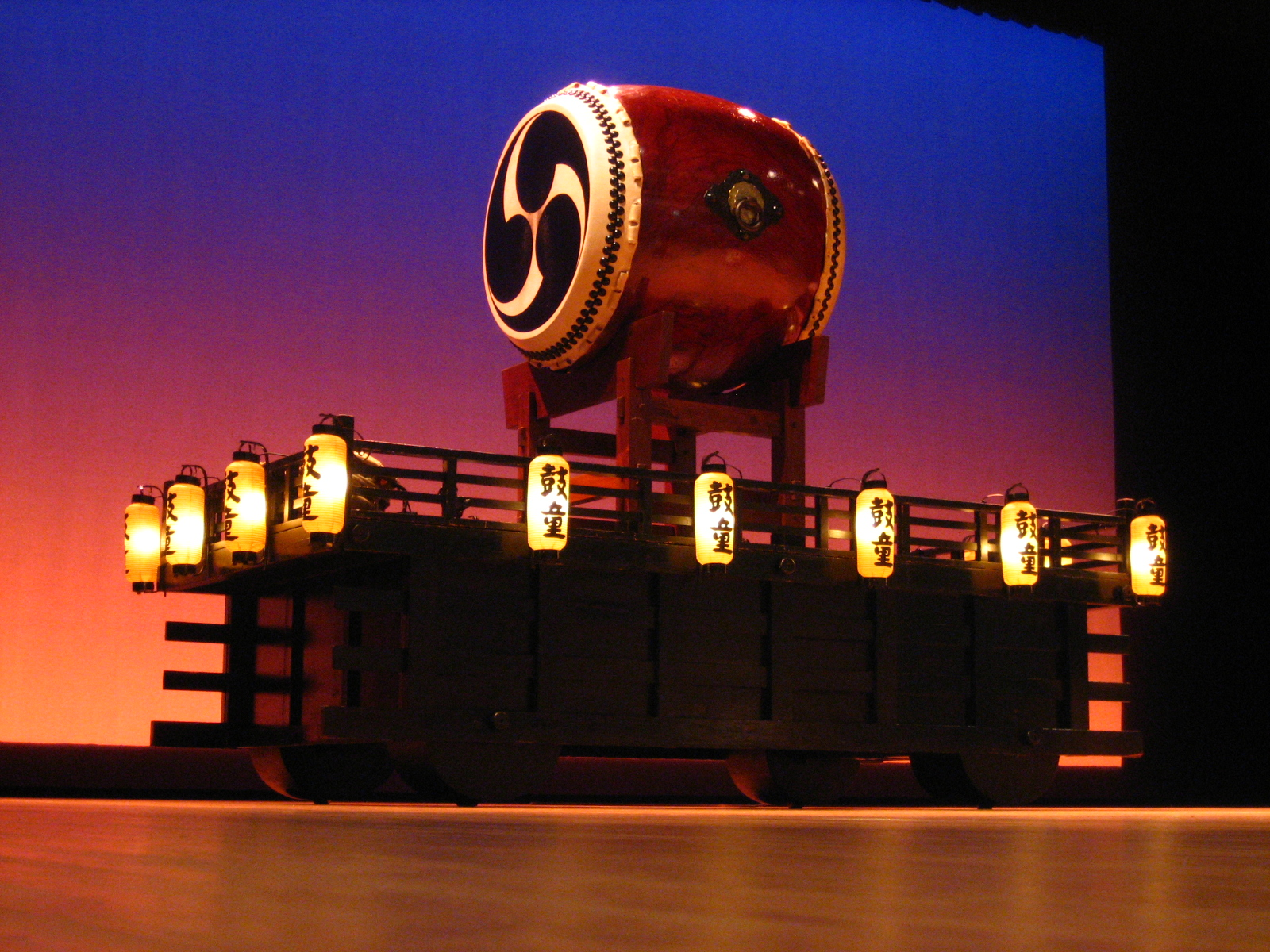
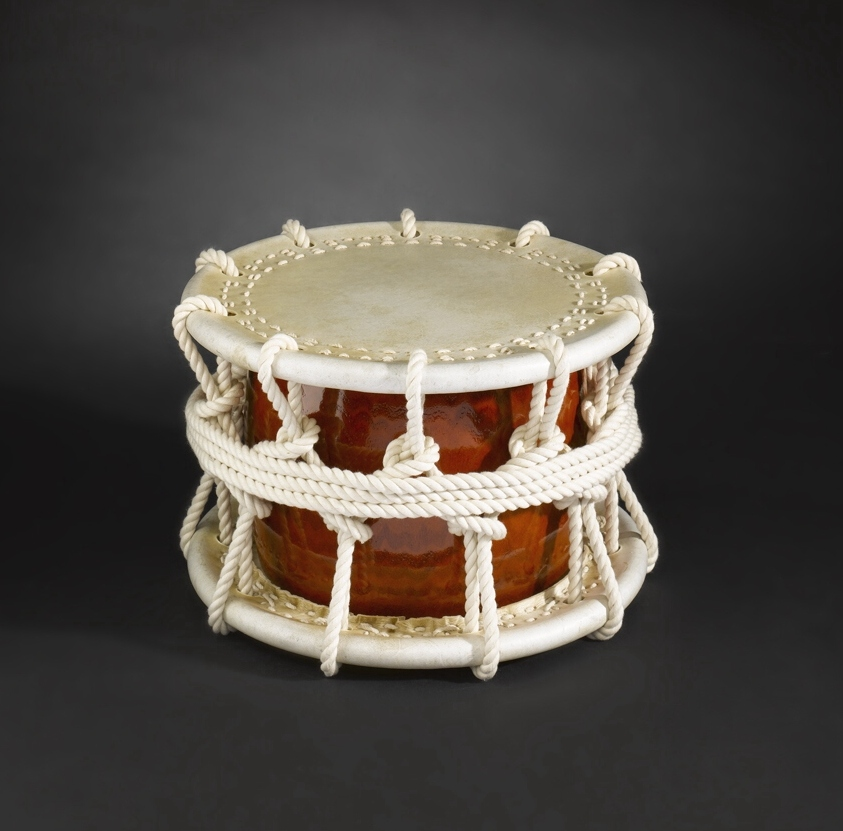
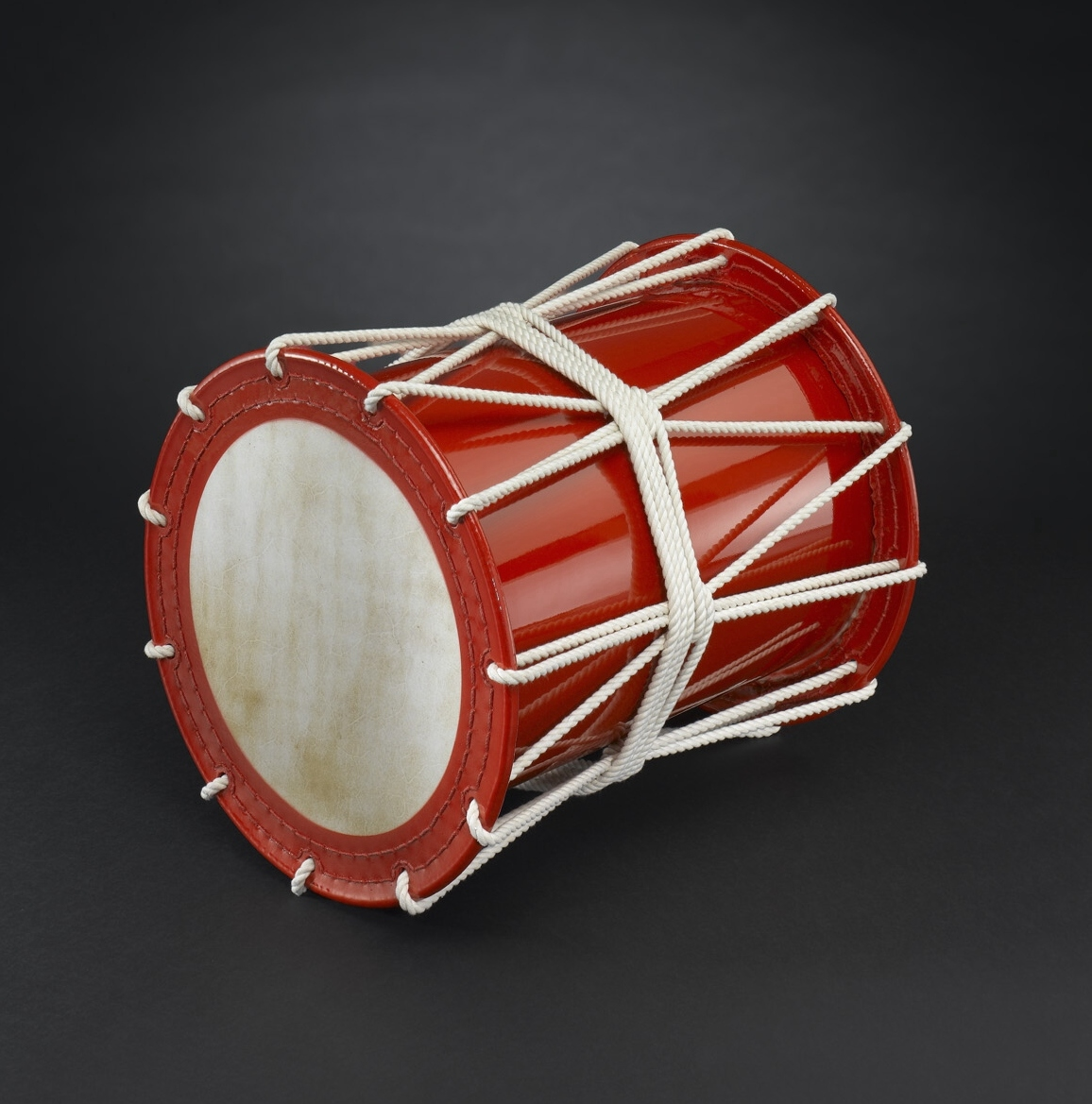
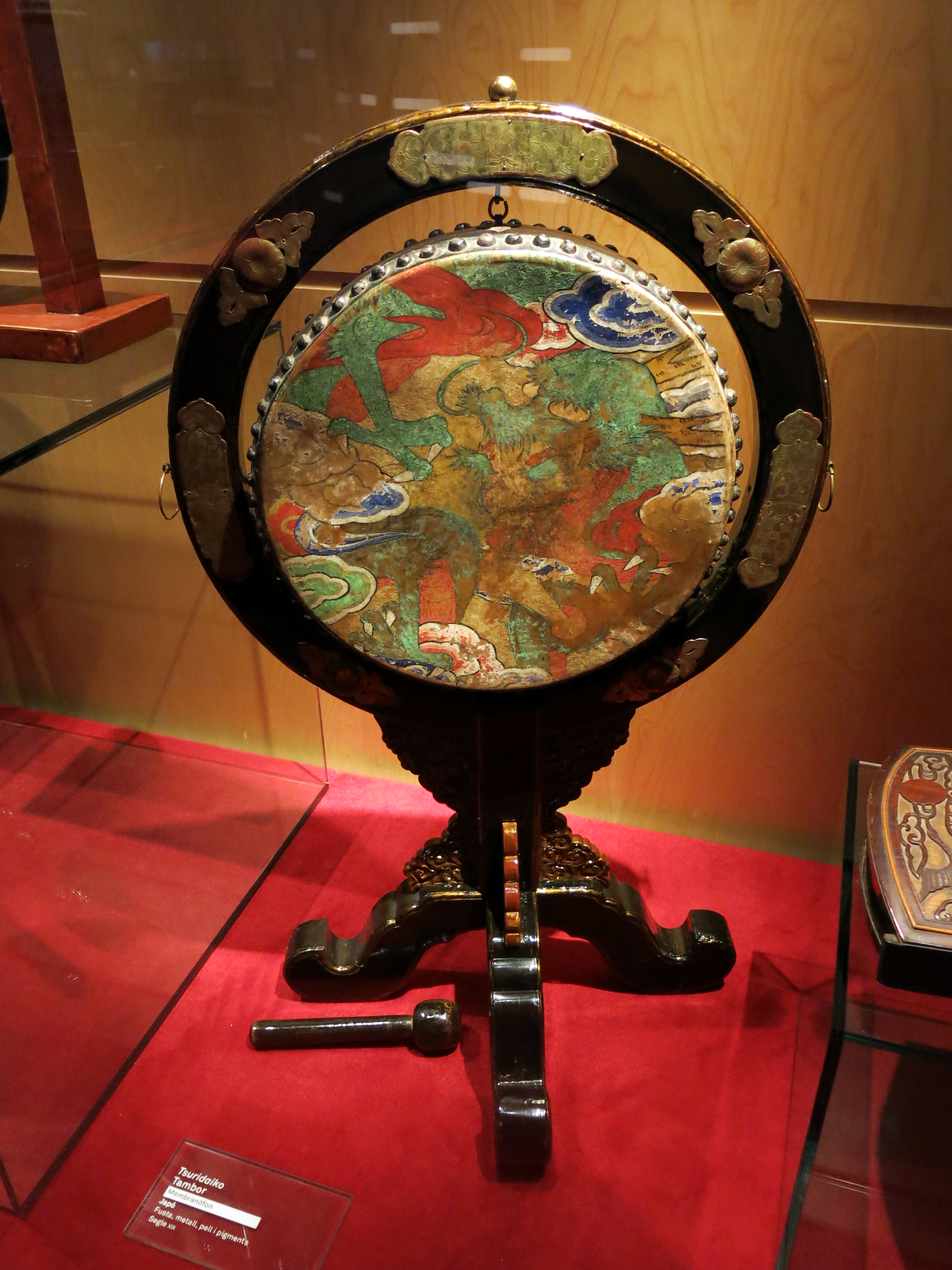
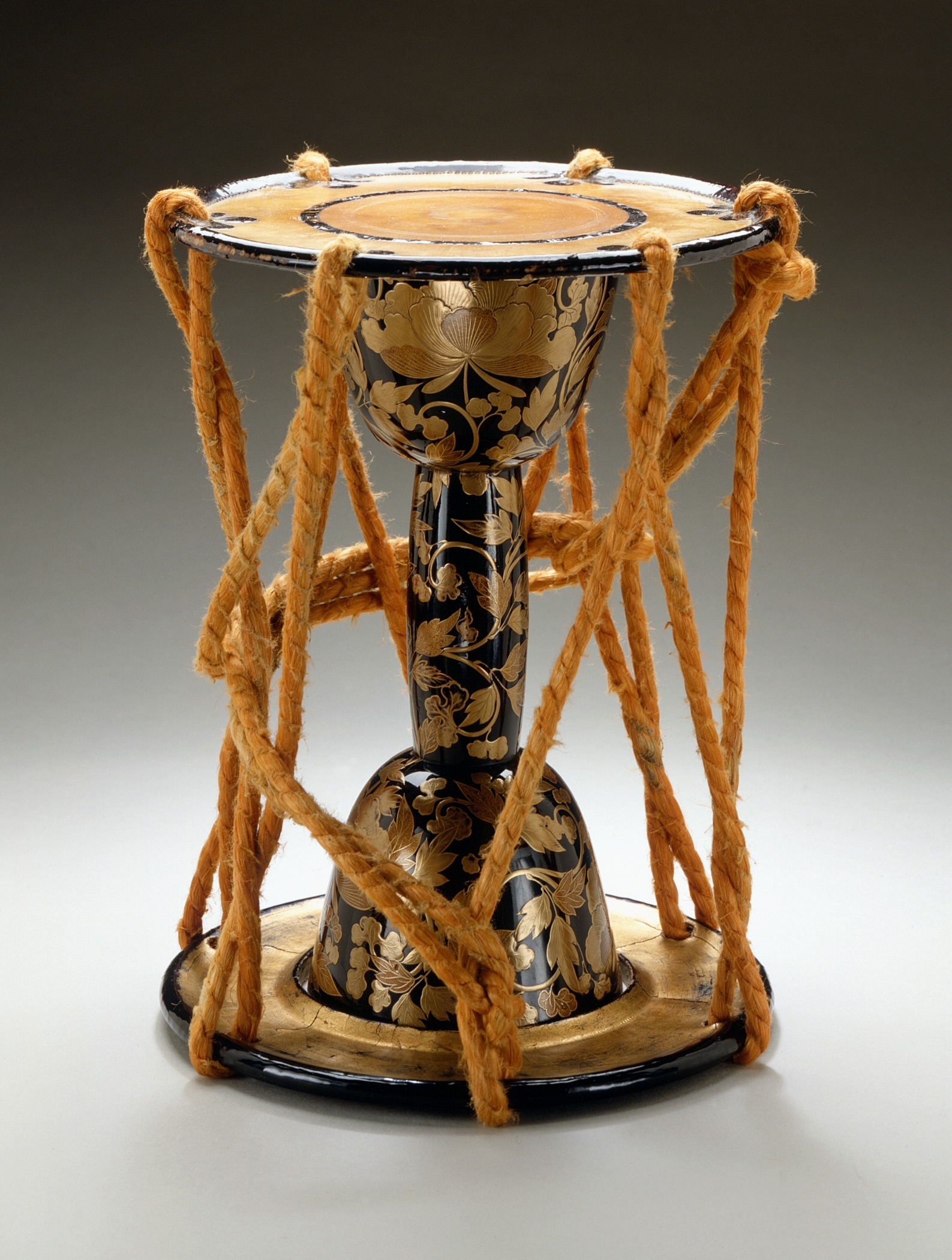
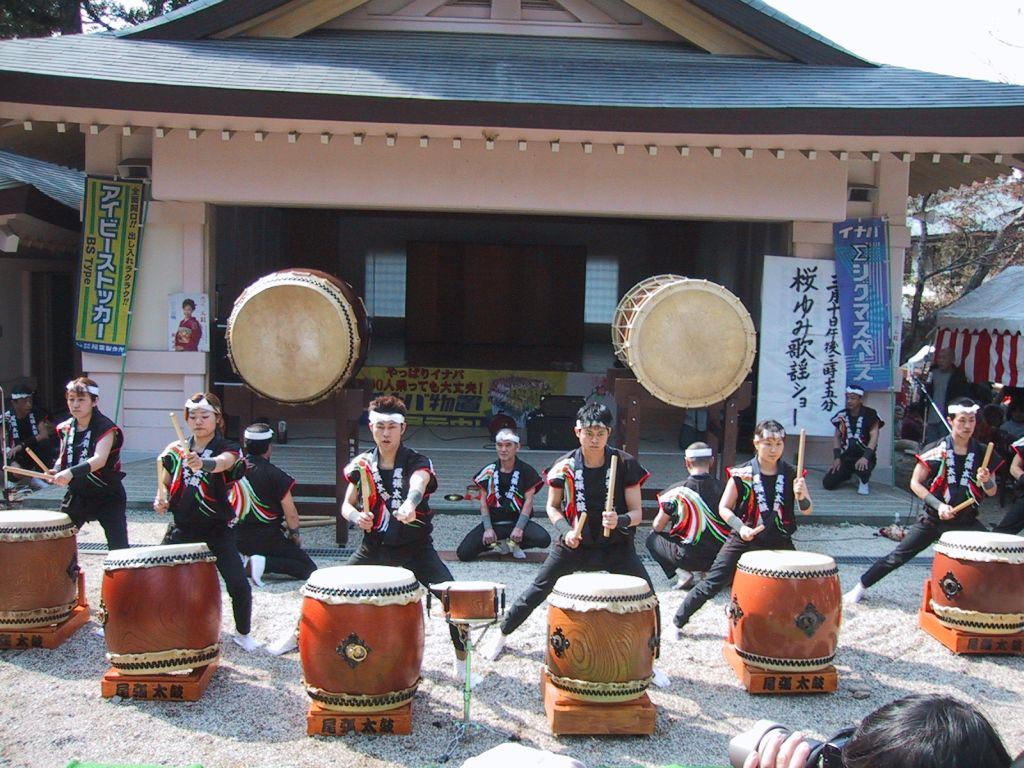
نوازندگان تایکو در استان آیچی ژاپن.
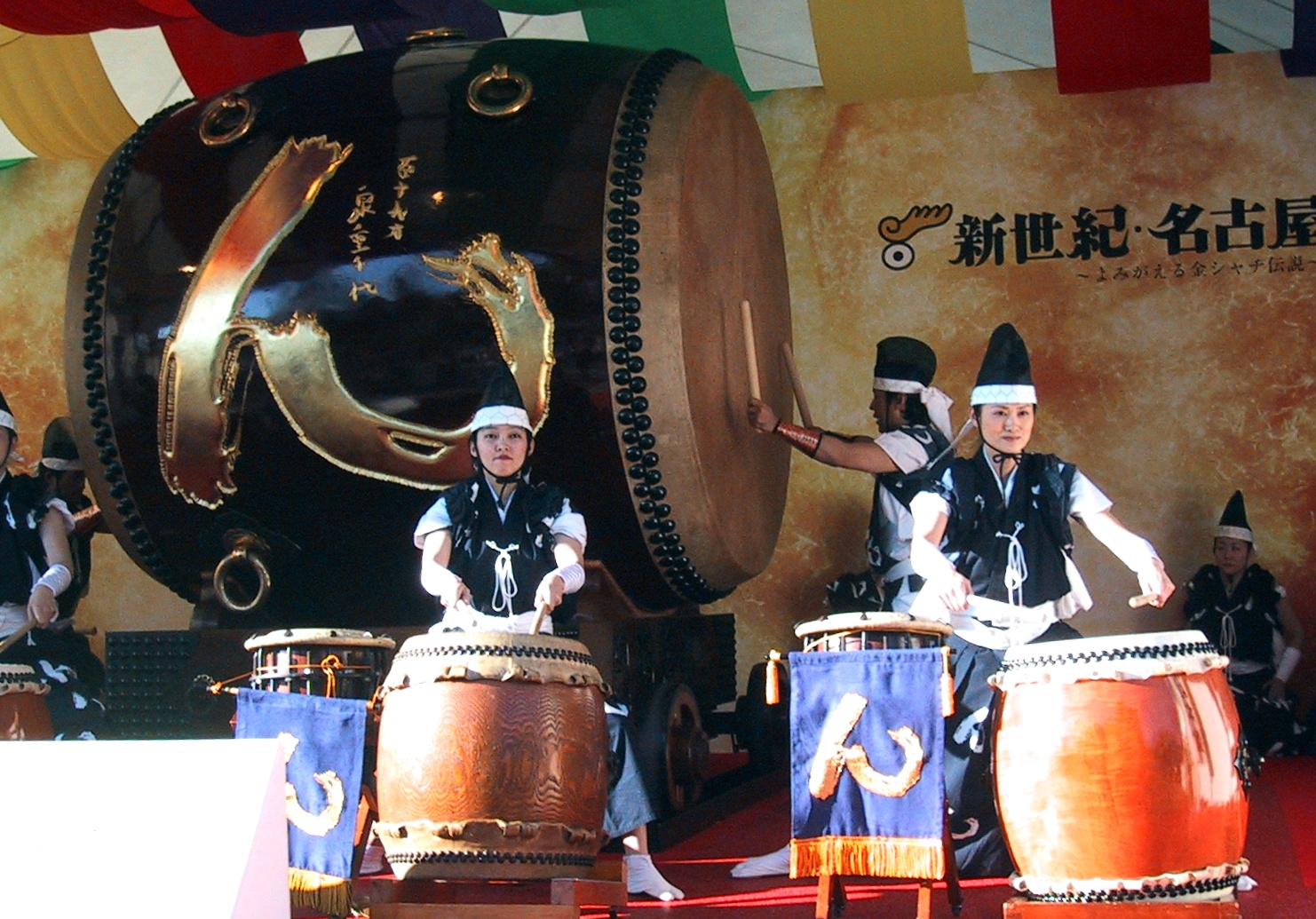
یک اودایکو نوع «اِن»، ساخته‌شده از چوب یکپارچه‌ای از یک درخت ۱۲۰۰ ساله.